# Équipe du pays de Galles de rugby à XV au Tournoi des Six Nations 2008
L'Équipe du pays de Galles de rugby à XV au Tournoi des Six Nations 2008 termine première en réussissant un Grand Chelem (cinq victoires en cinq matchs).
Après une coupe de monde difficile, l'équipe du pays de Galles dispute le tournoi des six nations 2008. Warren Gatland est le nouvel entraîneur. Alors que le match d'ouverture contre les Anglais est mal engagé (6-16 à la pause), les Gallois profitent de la fébrilité de Jonny Wilkinson et d'Andy Gomarsall pour marquer et remporter le match. C'est la première victoire à Twickenham depuis vingt ans et le calendrier donne des espoirs aux Gallois. Le pays de Galles reçoit l'Écosse et l'Italie, deux adversaires en difficultés qui s'inclinent 30-15 et 47-8. Le match en Irlande est difficile et serré, les Gallois l'emportent finalement 16-12. La triple couronne est remportée, le Grand Chelem est encore possible. Shane Williams marque encore un essai contre la France et dépasse Gareth Thomas, devenant le meilleur marqueur d'essais gallois. Il permet surtout aux Gallois de se détacher et de gagner largement la rencontre 29-12.

## Les matchs

### Angleterre - Galles
Résultat
| Équipes            | Angleterre - Pays de Galles                                                                                                   |
| Score              | 19-26 (16-6) |
| Date               | 2 février 2008 |
| Stade              | Stade de Twickenham, Londres                                                                                                  |
| Arbitre            | Craig Joubert |
| Évolution du score | 3-0, 3-3, 6-3, 9-3, 16-3, 16-6, 19-6, 19-9, 19-12, 19-19, 19-26                                                               |
| Angleterre         | 1 essai de Flood (22e) 1 transformation de Wilkinson (23e) 1 drop de Wilkinson (17e) 3 pénalités de Wilkinson (1re, 11e, 45e) |
| Pays de Galles     | 2 essais de Byrne (67e) et Philipps (69e) 2 transformations de Hook (68e, 70e) 4 pénalités de Hook (3e, 34e, 57e, 63e)        |

Résumé
Les Anglais dominent la 1re mi-temps, marquant leur seul essai du match par Flood. La seconde mi-temps est largement dominée par les Gallois qui marquent deux essais en deux minutes par Byrne et Philipps. Les deux transformations réussies par James Hook permettent alors aux Gallois de mener par 26 à 19 à la 70e minute, score qui restera inchangé jusqu'à la fin du match. C'est la première victoire des Gallois à Twickenham depuis 1988.
Composition des équipes
- Angleterre[7]
  - Titulaires : 15 Iain Balshaw, 14 Paul Sackey, 13 Mike Tindall, 12 Toby Flood, 11 David Strettle, 10 Jonny Wilkinson, 9 Andy Gomarsall, 8 Luke Narraway, 7 Lewis Moody, 6 James Haskell, 5 Steve Borthwick, 4 Simon Shaw, 3 Phil Vickery (cap.), 2 Mark Regan, 1 Andrew Sheridan
  - Remplaçants : 16 Lee Mears, 17 Matt Stevens, 18 Ben Kay, 19 Tom Rees, 20 Richard Wigglesworth, 21 Danny Cipriani, 22 Lesley Vainikolo
  - Entraîneur : Brian Ashton

Ashton fait débuter Luke Narraway, le no 8 de Gloucester.
- Pays de Galles[8]
  - Titulaires :15 Lee Byrne, 14 Shane Williams, 13 Sonny Parker, 12 Gavin Henson, 11 Mark Jones, 10 James Hook, 9 Mike Phillips, 8 Ryan Jones (cap.), 7 Martyn Williams, 6 Jonathan Thomas, 5 Ian Gough, 4 Alun Wyn Jones, 3 Duncan Jones, 2 Huw Bennett, 1 Adam Jones
  - Remplaçants : 16 Matthew Rees, 17 Gethin Jenkins, 18 Ian Evans, 19 Alix Popham, 20 Gareth Cooper, 21 Stephen Jones, 22 Tom Shanklin
  - Entraîneur : Warren Gatland

Treize joueurs titulaires évoluent avec les Ospreys dans la Celtic League et en coupe d’Europe.

### Galles - Écosse
Résultat
| Équipes            | Pays de Galles - Écosse |
| Score              | 30-15 (10-6) |
| Date               | 9 février 2008 |
| Stade              | Millennium Stadium, Cardiff |
| Arbitre            | Bryce Lawrence |
| Évolution du score | 0-3, 7-3, 10-3, 10-6, 10-9, 17-9, 17-12, 17-15, 20-15, 27-15, 30-15                                                                             |
| Galles             | 3 essais de S.Williams (12e, 67e), Hook (46e) 3 transformations de Hook (12e, 47e), S.Jones (67e) 3 pénalités de Hook (29e), S.Jones (64e, 71e) |
| Écosse             | 5 pénalités de Paterson (9e, 32e, 43e, 51e, 56e)                                                                                                |

Résumé
La première mi-temps est à l'avantage des Gallois qui mènent 10-6 grâce à un essai de Shane Williams. Les Gallois n'ont pas profité de l'expulsion temporaire de Nathan Hines pour brutalité à la 15e minute. La seconde mi-temps voit une nette domination des Gallois qui marquent deux essais supplémentaires par James Hook et Shane Williams et l'emportent sur le score de 30 à 15.
Composition des équipes
- Pays de Galles[9]
  - Titulaires : 15 Lee Byrne, 14 Jamie Roberts, 13 Tom Shanklin, 12 Gavin Henson, 11 Shane Williams, 10 James Hook, 9 Mike Phillips, 8 Ryan Jones (cap.), 7 Martyn Williams, 6 Jonathan Thomas, 5 Ian Evans, 4 Ian Gough, 3 Adam Jones, 2 Huw Bennett, 1 Duncan Jones
  - Remplaçants : 16 Matthew Rees, 17 Gethin Jenkins, 18 Deiniol Jones, 19 Gareth Delve, 20 Dwayne Peel, 21 Stephen Jones, 22 Sonny Parker
  - Entraîneur : Warren Gatland

Alun Wyn Jones étant blessé, Ian Evans fait sa rentrée en deuxième ligne. Tom Shanklin et Jamie Roberts remplacent Sonny Parker et Mark Jones.
- Écosse[10]
  - Titulaires : 15 Chris Paterson, 14 Nikki Walker, 13 Nick De Luca, 12 Andrew Henderson, 11 Simon Webster, 10 Dan Parks, 9 Mike Blair, 7 John Barclay, 8 Kelly Brown, 6 Jason White, 5 Jim Hamilton, 4 Nathan Hines, 3 Euan Murray, 2 Ross Ford, 1 Allan Jacobsen
  - Remplaçants : 16 Fergus Thomson, 17 Gavin Kerr, 18 Scott MacLeod, 19 Allister Hogg, 20 Chris Cusiter, 21 Graeme Morrison, 22 Hugo Southwell
  - Entraîneur : Frank Hadden

Chris Paterson fait sa rentrée à l'arrière à la place de Rory Lamont. Kelly Brown remplace David Callam au poste de no 8.

### Galles - Italie
Résultat
| Équipes            | Pays de Galles - Italie |
| Score              | 47-8 (13-8) |
| Date               | 23 février 2008 |
| Stade              | Millennium Stadium, Cardiff |
| Arbitre            | Dave Pearson |
| Évolution du score | 3-0, 6-0, 6-5, 13-5, 13-8, 20-8, 23-8, 26-8, 33-8, 40-8, 47-8 |
| Galles             | 5 essais de Byrne (28e, 68e), Shanklin (42e), S.Williams (57e, 74e) 5 transformations de S.Jones (29e, 42e, 58e), Hook (69e, 75e) 4 pénalités de S.Jones (4e, 10e, 47e, 49e) |
| Italie             | 1 essai de Castrogiovanni (12e) 1 pénalité de Marcato (40+2e) |

Résumé

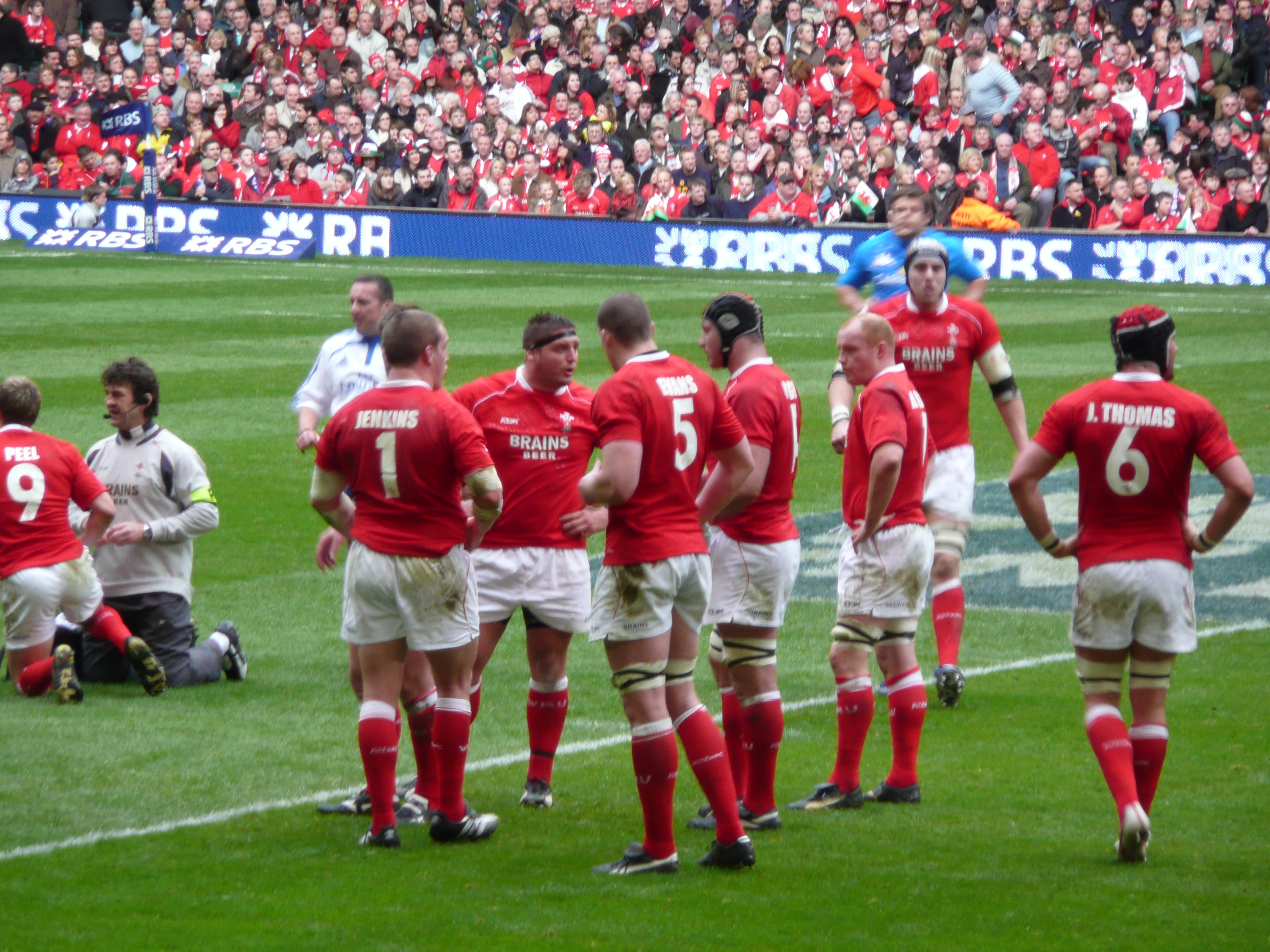
Joueurs Gallois pendant le match contre l'Italie

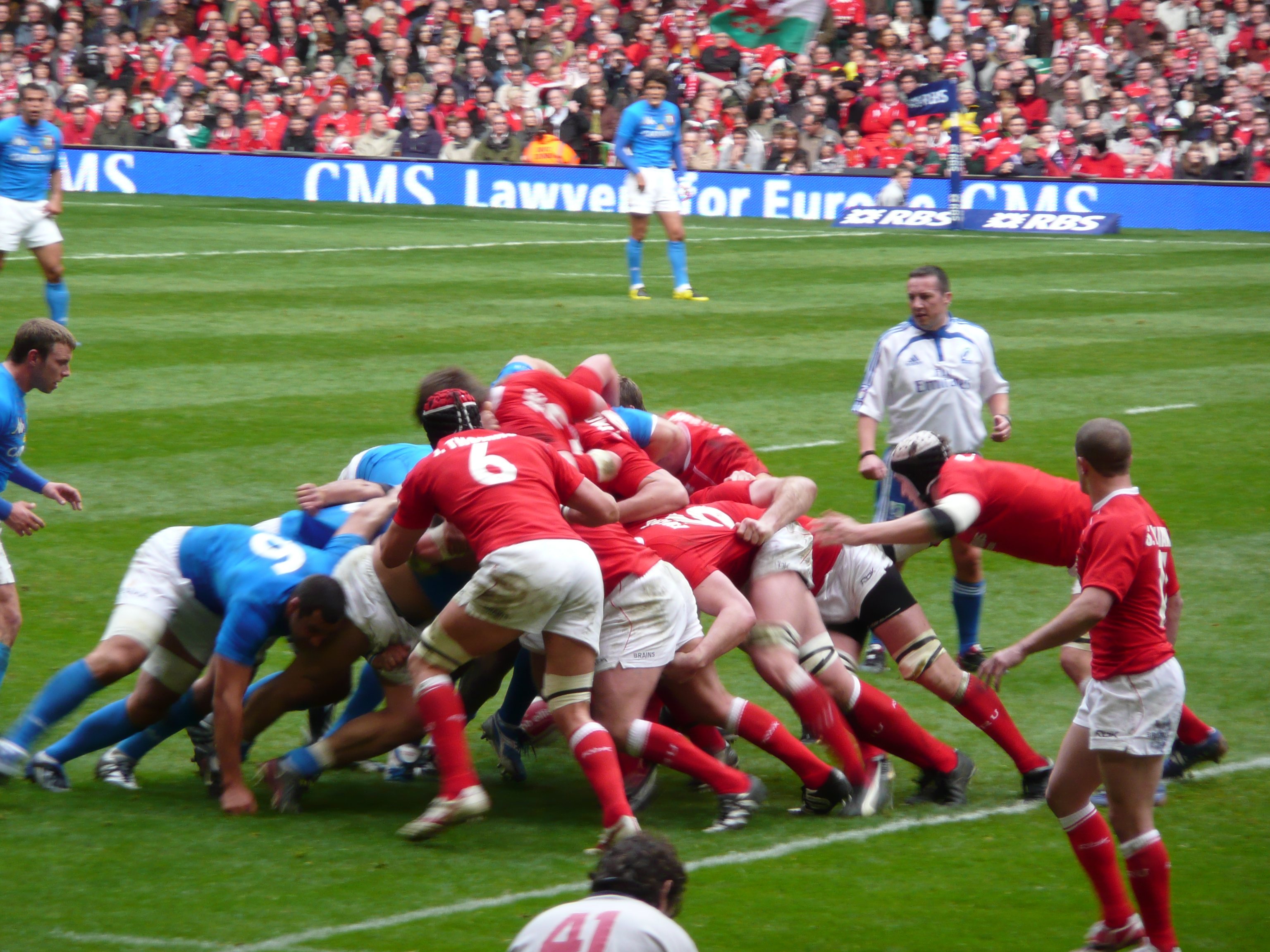
Action de jeu de Galles-Italie

Après une première mi-temps disputée (5 points d'avance pour les Gallois), les Italiens cèdent en seconde mi-temps et font beaucoup de fautes. Les Gallois marquent 4 essais en deuxième période et l'emportent sur le score de 47 à 8.
Composition des équipes
- Pays de Galles[11]
  - Titulaires : 15 Lee Byrne, 14 Mark Jones, 13 Tom Shanklin, 12 Gavin Henson, 11 Shane Williams, 10 Stephen Jones, 9 Dwayne Peel, 8 Ryan Jones (cap.), 7 Martyn Williams, 6 Jonathan Thomas, 5 Ian Evans, 4 Ian Gough, 3 Rhys Thomas, 2 Matthew Rees, 1 Gethin Jenkins.
  - Remplaçants : 16 Huw Bennett, 17 Duncan Jones, 18 Deiniol Jones, 19 Gareth Delve, 20 Mike Phillips, 21 James Hook, 22 Sonny Parker.
  - Entraîneur : Warren Gatland

Six changements dans l'équipe galloise avec les entrées de Gethin Jenkins, Rhys Thomas, Matthew Rees, Mark Jones, Stephen Jones et Dwayne Peel.
- Italie[12]
  - Titulaires : 15 Andrea Marcato, 14 Alberto Sgarbi, 13 Gonzalo Canale, 12 Mirco Bergamasco, 11 Ezio Galon, 10 Andrea Masi, 9 Simon Picone, 8 Sergio Parisse (cap.), 7 Mauro Bergamasco, 6 Josh Sole, 5 Carlo Antonio Del Fava, 4 Santiago Dellapè, 3 Martin Castrogiovanni, 2 Leonardo Ghiraldini, 1 Salvatore Perugini.
  - Remplaçants : 16 Carlo Festuccia, 17 Andrea Lo Cicero, 18 Marco Bortolami, 19 Alessandro Zanni, 20 Pietro Travagli, 21 Paolo Buso, 22 Enrico Patrizio
  - Entraîneur : Nick Mallett

Nick Mallett a fait quatre changements avec la titularisation de Andrea Marcato, Alberto Sgarbi, Simon Picone et Salvatore Perugini.

### Irlande - Galles
Résultat
| Équipes            | Modèle:Irlande - Galles rugby                                                                                |
| Score              | 12-16 (6-3)                                                                                                  |
| Date               | 8 mars 2008                                                                                                  |
| Stade              | Croke Park, Dublin                                                                                           |
| Arbitre            | Wayne Barnes                                                                                                 |
| Évolution du score | 3-0, 6-0, 6-3, 6-6, 6-13, 9-13, 12-13, 12-16                                                                 |
| Irlande            | 4 pénalités de O'Gara (4e, 18e, 62e, 67e)                                                                    |
| Galles             | 1 essai de S.Williams (51e) 1 transformation de S.Jones (52e) 3 pénalités de S. Jones (26e, 46e), Hook (75e) |

Résumé
Les Gallois remportent leur 4e victoire dans le tournoi, ils marquent le seul essai du match par Shane Williams. Le pays de Galles remporte la triple couronne et tentera de réaliser le Grand Chelem lors de la dernière rencontre contre les Français.
Composition des équipes
- Irlande[13]
  - Titulaires : 15 Rob Kearney, 14 Tommy Bowe, 13 Brian O'Driscoll (cap.), 12 Andrew Trimble, 11 Rob Kearney, 10 Ronan O'Gara, 9 Eoin Reddan, 8 Jamie Heaslip, 7 David Wallace, 6 Denis Leamy, 5 Paul O'Connell, 4 Donncha O'Callaghan, 3 John Hayes, 2 Rory Best, 1 Marcus Horan
  - Remplaçants : 16 Bernard Jackman, 17 Tony Buckley, 18 Mick O'Driscoll, 19 Simon Easterby, 20 Peter Stringer, 21 Paddy Wallace, 22 Shane Horgan
  - Entraîneur : Eddie O'Sullivan

Trois changements dans l'équipe d'Irlande : Paul O'Connell devient titulaire à la place de Mick O'Driscoll, Rory Best remplace Bernard Jackman et Rob Kearney devient no 15 à la place de Geordan Murphy et Girvan Dempsey, qui sont blessés.
- Pays de Galles[14]
  - Titulaires : 15 Lee Byrne, 14 Mark Jones, 13 Tom Shanklin, 12 Gavin Henson, 11 Shane Williams, 10 Stephen Jones, 9 Mike Phillips, 8 Ryan Jones (cap.), 7 Martyn Williams, 6 Jonathan Thomas, 5 Alun Wyn Jones, 4 Ian Gough, 3 Adam Jones, 2 Huw Bennett, 1 Gethin Jenkins
  - Remplaçants : 16 Matthew Rees, 17 Duncan Jones, 18 Ian Evans, 19 Gareth Delve, 20 Dwayne Peel, 21 James Hook, 22 Sonny Parker
  - Entraîneur : Warren Gatland

Quatre changements dans l'équipe galloise avec la titularisation de Mike Phillips, Alun Wyn Jones, Huw Bennett et Adam Jones.

### Galles - France
Résultat
| Équipes            | Pays de Galles - France |
| Score              | 29 - 12 (9-6) |
| Date               | 15 mars 2008 |
| Stade              | Millennium Stadium, Cardiff |
| Arbitre            | Marius Jonker |
| Évolution du score | 3-0, 6-0, 6-3, 9-3, 9-6, 9-9, 16-9, 19-9, 19-12, 22-12, 29-12                                                                                  |
| Galles             | 2 essais de S.Williams (60e), M.Williams (76e) 2 transformation de S.Jones (61e, 77e) 5 pénalités de Hook (7e, 18e, 22e) et S.Jones (64e, 73e) |
| France             | 4 pénalités de Élissalde (20e, 40 + 1re, 47e) et Yachvili (71e)                                                                                |

Résumé
La victoire dans le Tournoi se joue entre les Gallois et les Français lors de ce dernier match du Tournoi. Les Français doivent gagner à Cardiff par au moins 20 points d'écart pour terminer en tête du classement ou battre les Gallois à la différence de points en gagnant par 19 points d'avance et en marquant plus d'essais que leurs adversaires. Avant ce match, l'équipe de France a remporté les cinq dernières confrontations France-Galles au Millennium Stadium.
Les défenses prennent l'avantage sur les attaques en première mi-temps, les Gallois mènent par 9-6 grâce à trois pénalités de James Hook contre deux de Jean-Baptiste Élissalde. Les Gallois dominent la seconde mi-temps, marquant deux essais par Shane Williams et Martyn Williams.
Le pays de Galles remporte le Tournoi en réalisant le Grand Chelem, le 10e de son histoire.
À noter que pour ce match, le stade accueille 74609 spectateurs, établissant son record d'affluence
Composition des équipes
- Pays de Galles[16]
  - Titulaires : 15 Lee Byrne, 14 Mark Jones, 13 Tom Shanklin, 12 Gavin Henson, 11 Shane Williams, 10 James Hook, 9 Mike Phillips 8 Ryan Jones (cap.), 7 Martyn Williams, 6 Jonathan Thomas, 5 Alun Wyn Jones, 4 Ian Gough, 3 Adam Jones, 2 Huw Bennett, 1 Gethin Jenkins
  - Remplaçants : 16 Matthew Rees, 17 Duncan Jones, 18 Ian Evans, 19 Gareth Delve, 20 Dwayne Peel, 21 Stephen Jones, 22 Sonny Parker.
  - Entraîneur : Warren Gatland

James Hook remplace Stephen Jones au poste de demi d'ouverture. Huw Bennett rentre au poste de talonneur.
- France[17]
  - Titulaires : 15 Anthony Floch, 14 Vincent Clerc, 13 Yannick Jauzion, 12 Damien Traille, 11 Julien Malzieu, 10 David Skrela, 9 Jean-Baptiste Élissalde, 8 Julien Bonnaire, 7 Fulgence Ouedraogo, 6 Thierry Dusautoir, 5 Jérôme Thion, 4 Lionel Nallet (cap.), 3 Nicolas Mas, 2 Dimitri Szarzewski, 1 Fabien Barcella.
  - Remplaçants : 16 William Servat, 17 Jean-Baptiste Poux, 18 Arnaud Méla, 19 Elvis Vermeulen, 20 Dimitri Yachvili, 21 François Trinh-Duc, 22 Cédric Heymans.
  - Entraîneur : Marc Lièvremont

## Classement
| Rang | Nation         | J | V | N | D | Pm  | Pe  | Diff | Pts |
| ---- | -------------- | - | - | - | - | --- | --- | ---- | --- |
| 1    | Pays de Galles | 5 | 5 | 0 | 0 | 148 | 66  | +82  | 10  |
| 2    | Angleterre     | 5 | 3 | 0 | 2 | 108 | 83  | +25  | 6   |
| 3    | France (T)     | 5 | 3 | 0 | 2 | 103 | 93  | +10  | 6   |
| 4    | Irlande        | 5 | 2 | 0 | 3 | 93  | 99  | -6   | 4   |
| 5    | Écosse         | 5 | 1 | 0 | 4 | 69  | 123 | -54  | 2   |
| 6    | Italie         | 5 | 1 | 0 | 4 | 74  | 131 | -57  | 2   |

|  | Vainqueur du tournoi (no 1). |
|  | T, tenant du titre 2007.     |

Attribution des points : Deux points sont attribués pour une victoire, un point pour un match nul, aucun point en cas de défaite.
Règles de classement : 1. point ; 2. différence de points de matchs ; 3. nombre d'essais marqués ; 4. titre partagé.

## Meilleurs marqueurs d'essais gallois
| Nom            | Essais | Equipe         |
| -------------- | ------ | -------------- |
| Shane Williams | 6      | Pays de Galles |
| Lee Byrne      | 3      | Pays de Galles |

## Meilleurs marqueurs de points gallois
| 1 | James Hook    | 44 | Pays de Galles |
| - | Stephen Jones | 44 | Pays de Galles |